# Pterolonche benesignata
Pterolonche benesignata är en fjärilsart som beskrevs av Hans Rebel 1914. Pterolonche benesignata ingår i släktet Pterolonche och familjen Pterolonchidae. Inga underarter finns listade i Catalogue of Life.

## Bildgalleri

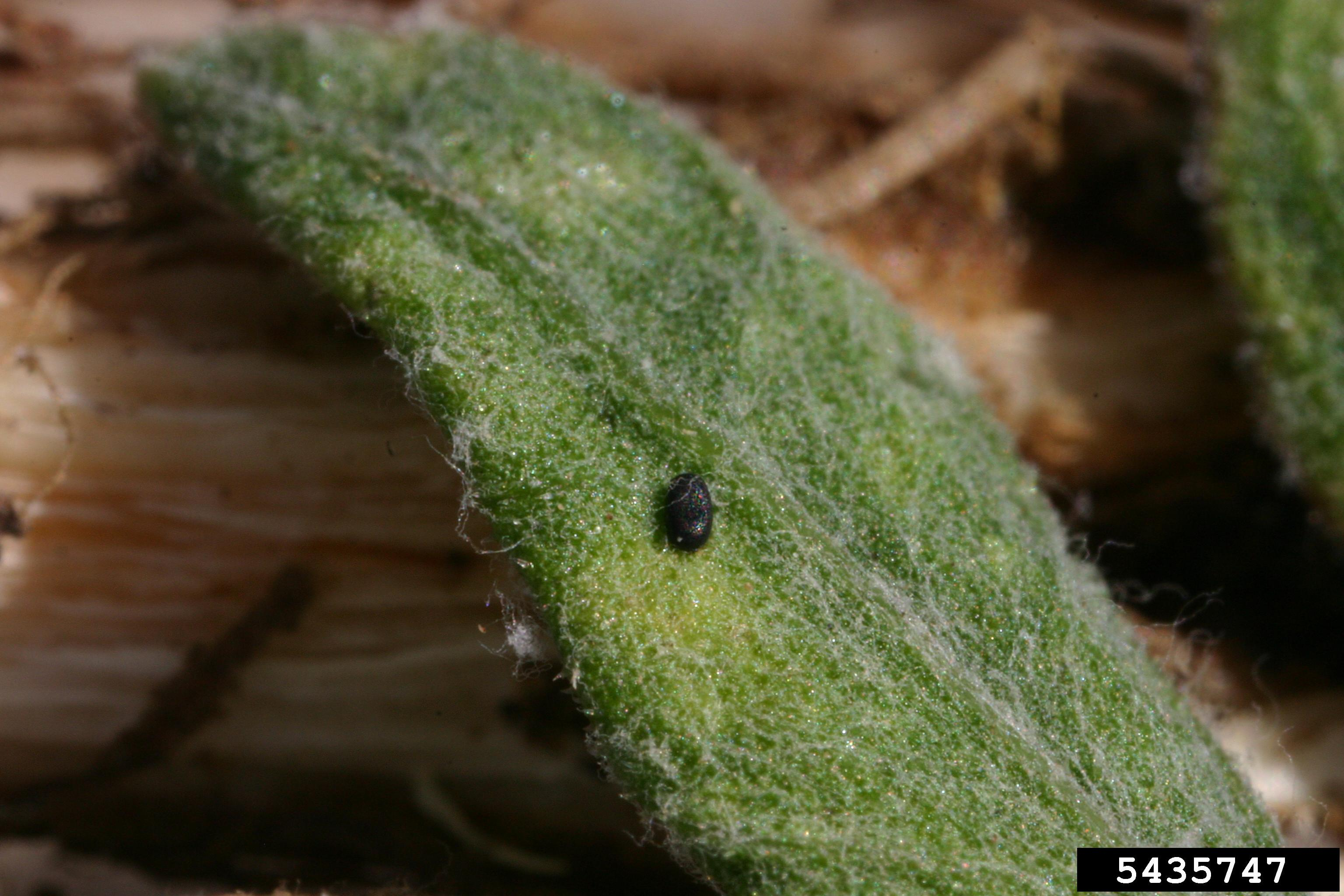
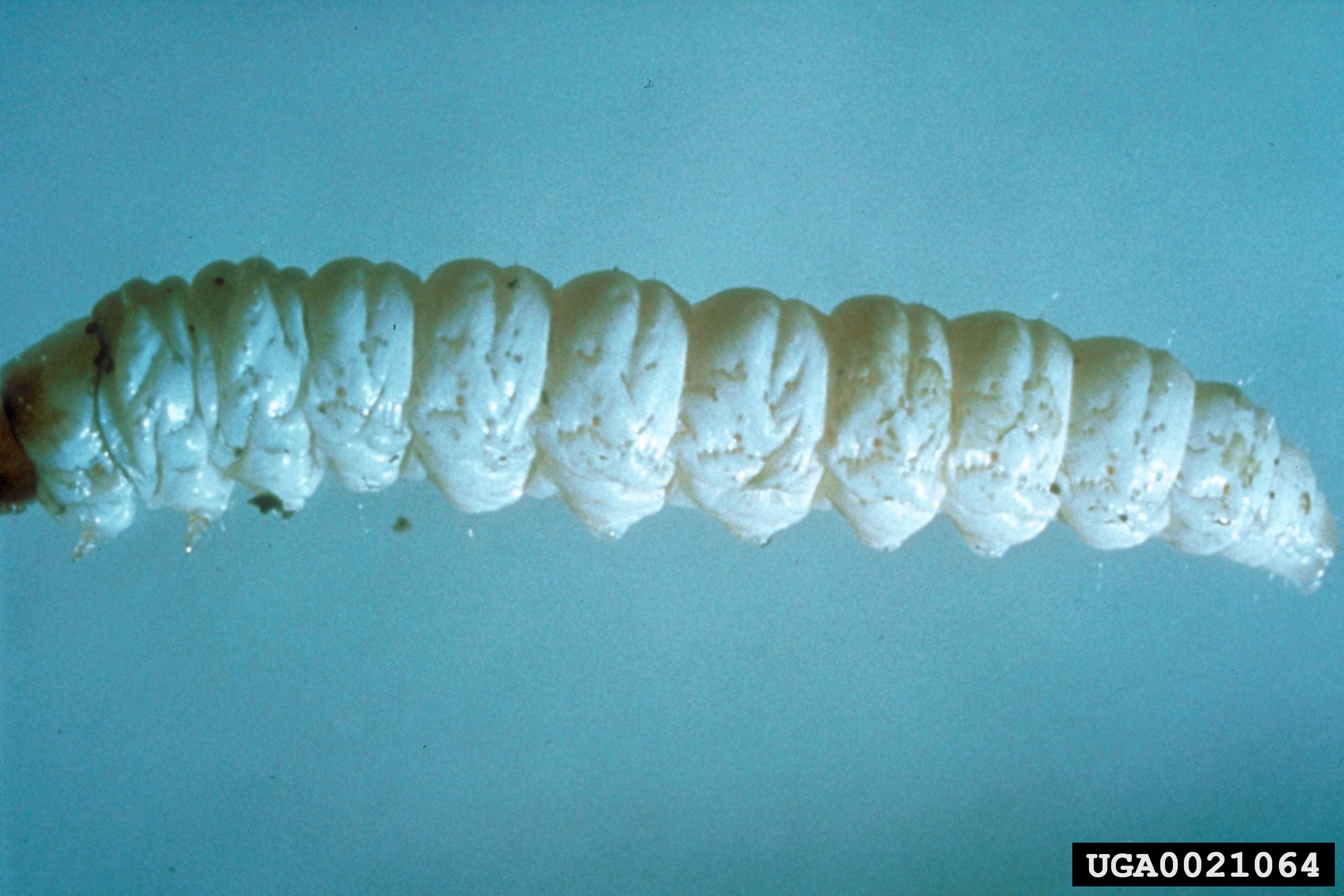
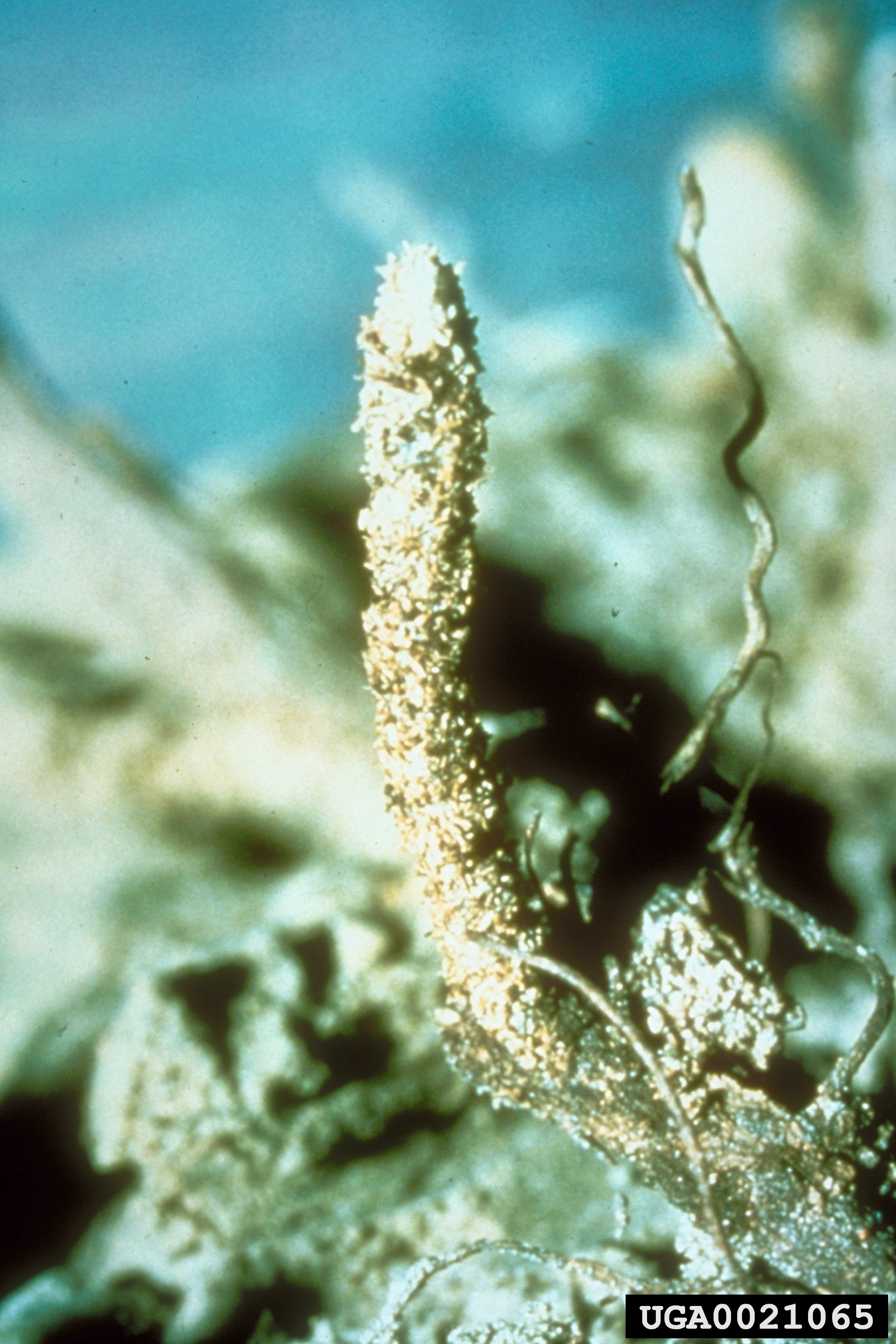
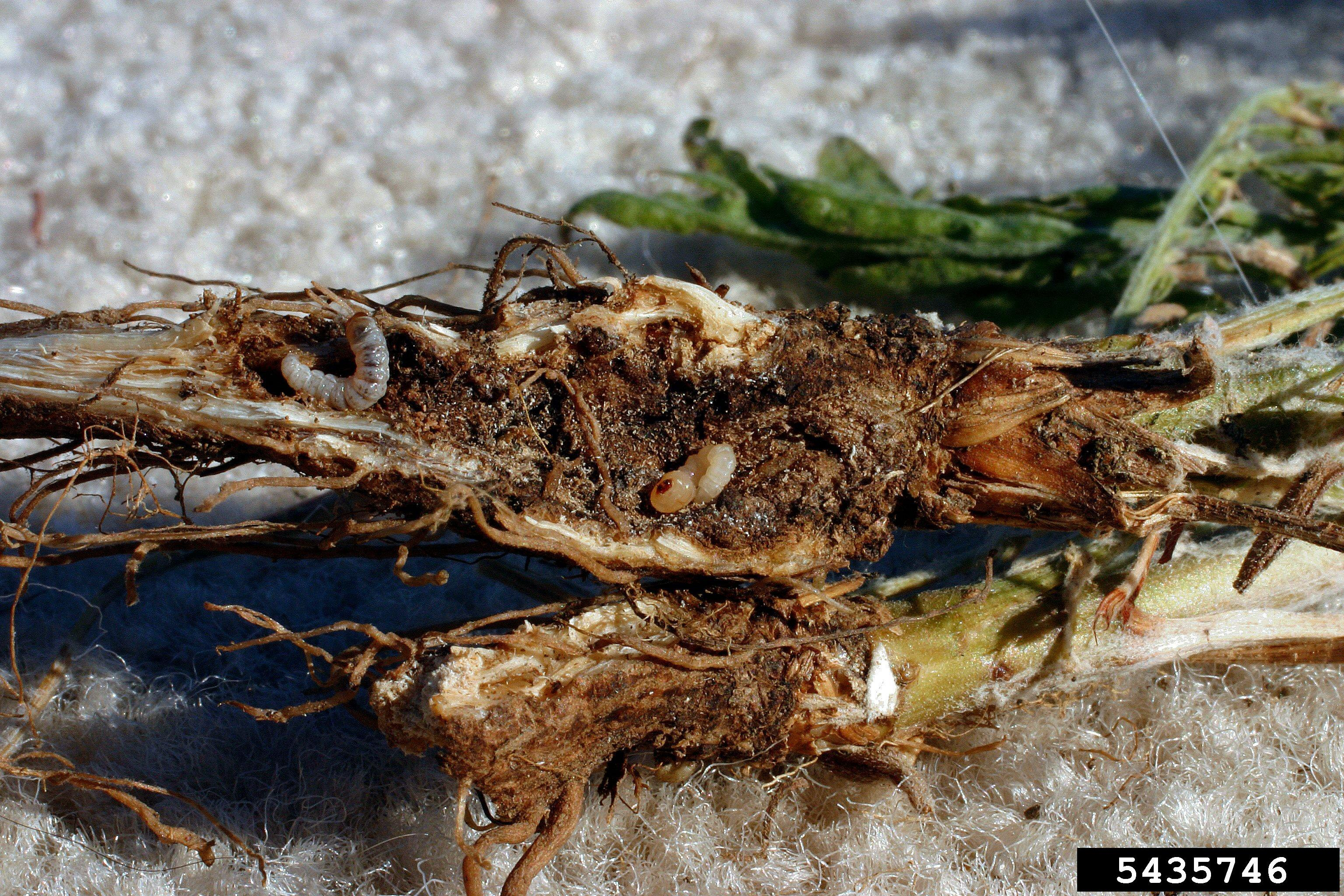
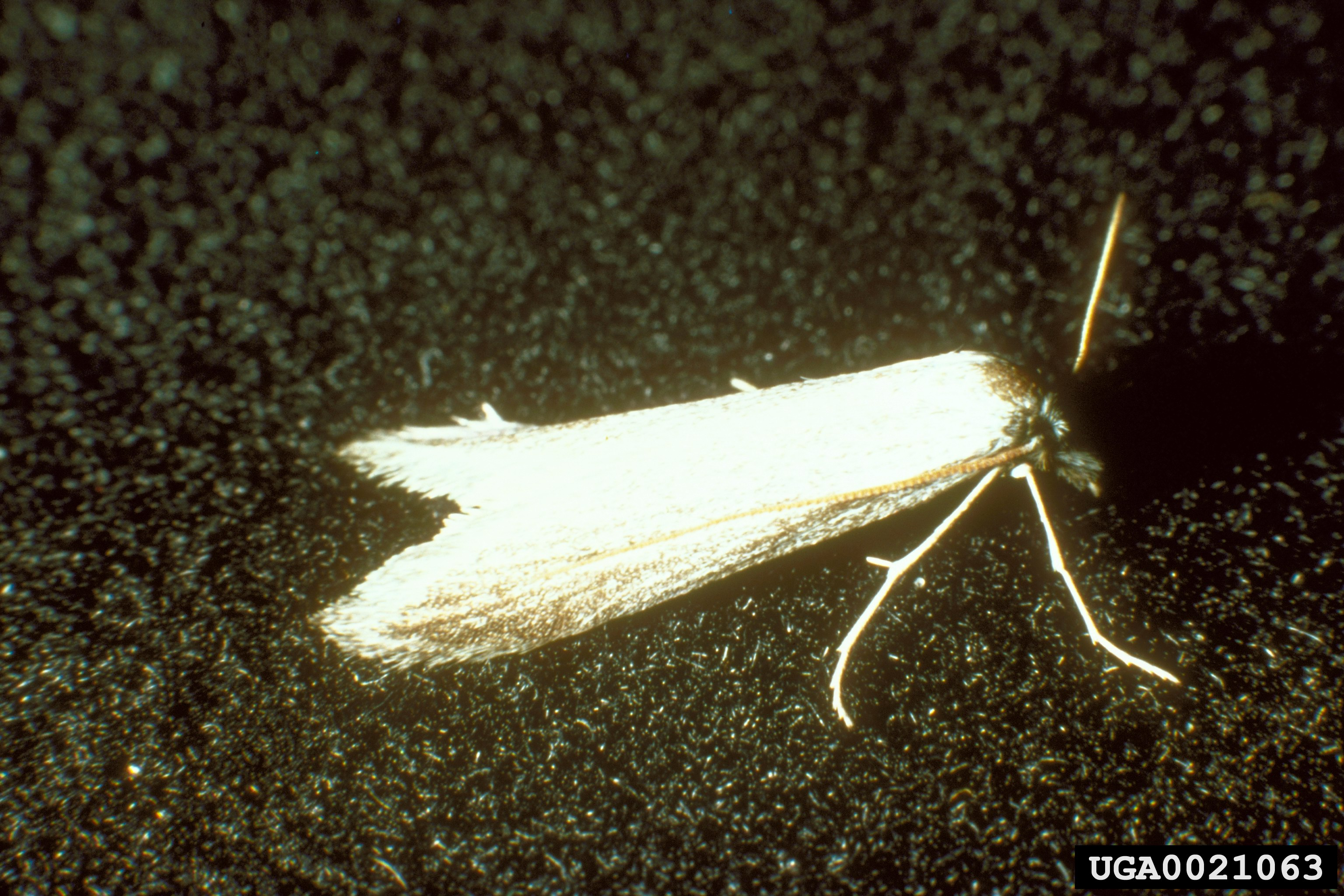